# Музиль-Бороздина, Надежда Николаевна
Наде́жда Никола́евна Му́зиль-Бороздина́ (1880—1952) — российская и советская актриса театра и кино, Заслуженная артистка РСФСР (1937).

## Биография

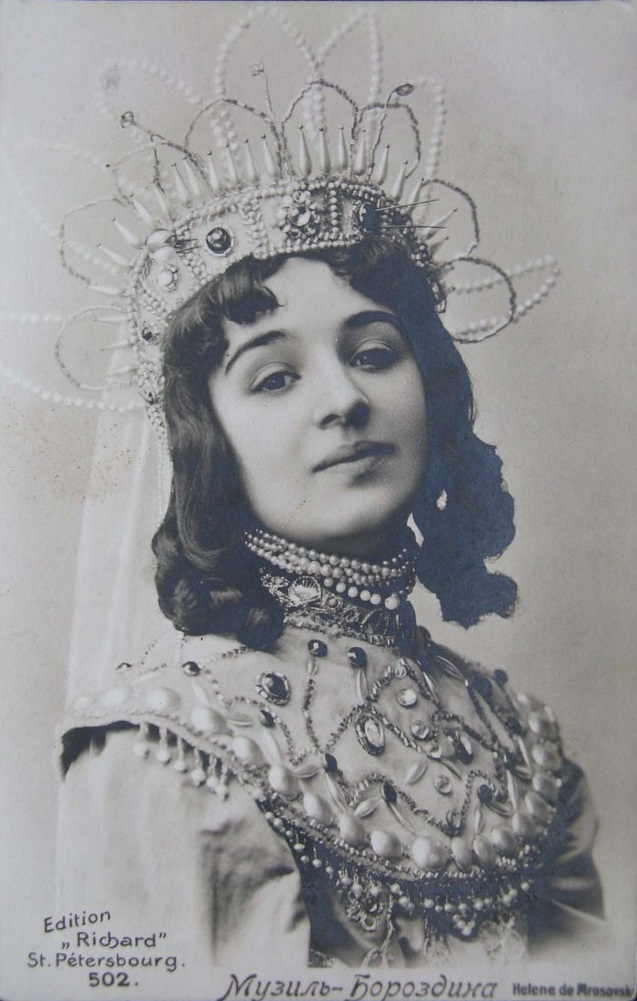
Музиль-Бороздина Н.Н., театральная открытка 1900-х годов.

Надежда Николаевна родилась в 1880 году в Москве, в семье актёров Бороздиных-Музиль. Переехав Петербург, поступила в Суворинский театр, где играла ведущие комедийные роли.
Надежда Николаевна была ярой противницей семейных уз. По этой причине сын А. А. Музиль не знал своего отца, инженера-электрика А. И. Фингерта.
Надежда Николаевна Музиль-Бороздина умерла в 1952 году в Ленинграде.

## Признание и награды
- Заслуженная артистка РСФСР (1937)

## Семья
- Мать — Варвара Петровна Музиль-Бороздина.
- Отец — Николай Игнатьевич Музиль.
- Сестра — Варвара Николаевна Рыжова — «Музиль 1-я».
- Сестра — Елена Николаевна Музиль — «Музиль 2-я».
- Брат — Николай Николаевич Музиль — «Музиль 2-й».
- Сын — Александр Александрович Музиль.
- Отец сына — Фингерт А. И.